# Ones and Sixes
Ones and Sixes è l'undicesimo album in studio del gruppo musicale statunitense Low, pubblicato nel 2015.

## Tracce
1. Gentle – 5:06
2. No Comprende – 4:59
3. Spanish Translation – 4:17
4. Congregation – 3:51
5. No End – 2:49
6. Into You – 3:57
7. What Part of Me – 3:08
8. The Innocents – 4:22
9. Kid in the Corner – 4:32
10. Lies – 4:15
11. Landslide – 9:50
12. DJ – 5:56